# Unterensingen
Unterensingen ist eine Gemeinde im Landkreis Esslingen, 18 Kilometer von der Kreisstadt Esslingen am Neckar und vier Kilometer von Nürtingen entfernt. Sie gehört zur Region Stuttgart (bis 1992 Region Mittlerer Neckar) und zur europäischen Metropolregion Stuttgart.

## Geographie

### Geographische Lage

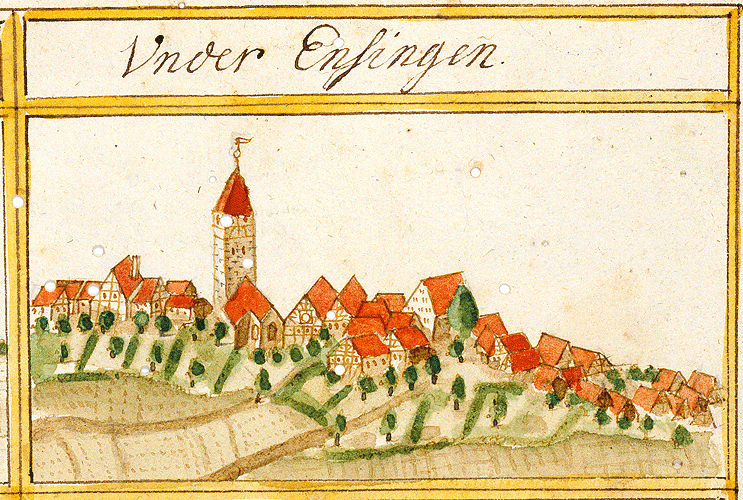
Unterensingen 1683/1685 im Kieserschen Forstlagerbuch

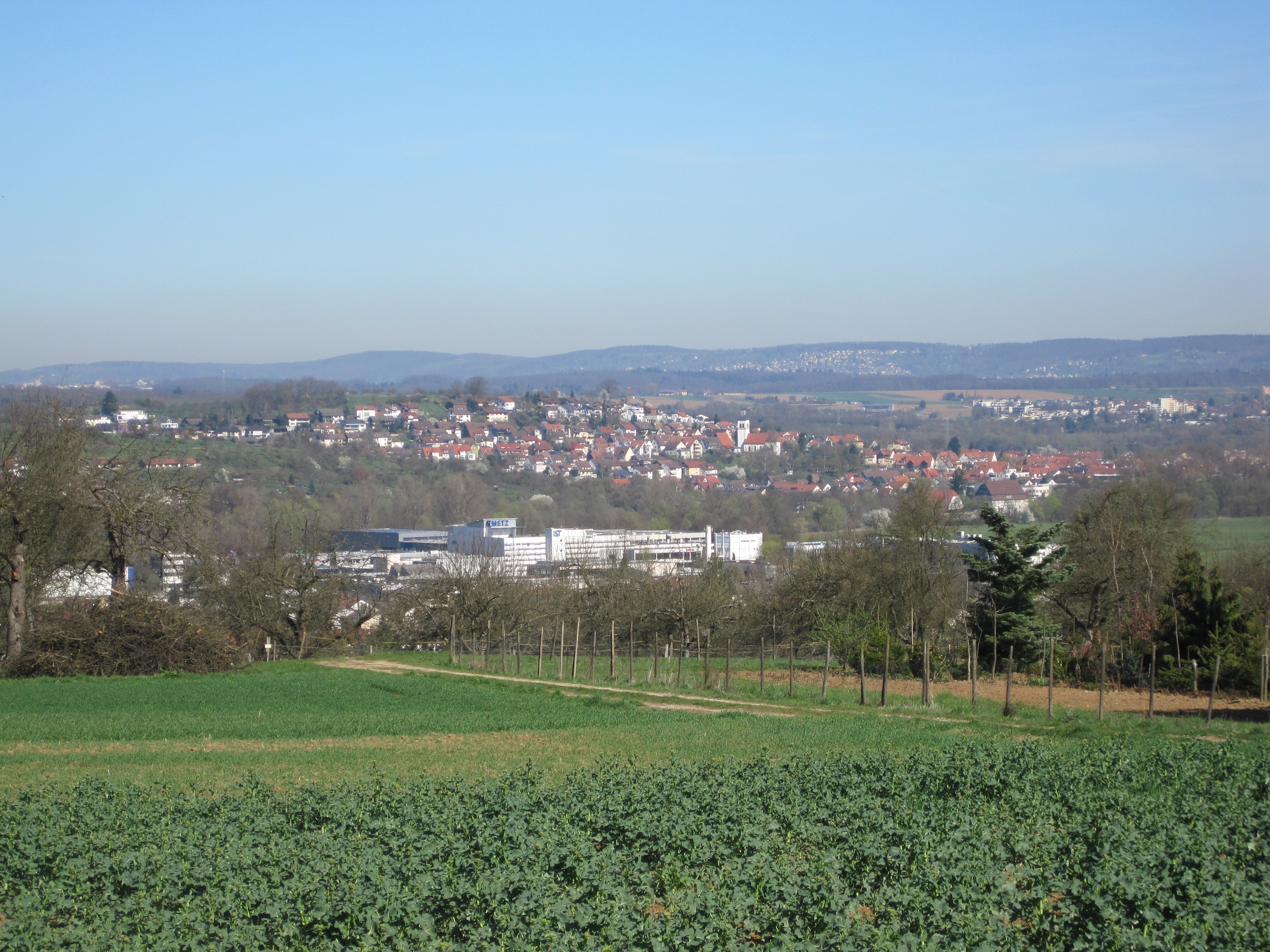
Unterensingen vom Nürtinger Säer aus gesehen

Unterensingen liegt im Naturraum Nürtinger-Esslinger Neckartal auf der linken und westlichen Seite des oberen Neckars, in Luftlinie gut 3 km nordnordöstlich von Nürtingen und etwa 10 km südöstlich der Kreisstadt Esslingen am Neckar. Ursprünglich wurde am Talhang gesiedelt, in den letzten 50 Jahren ist auch die Talaue bebaut worden.

### Nachbargemeinden
Angrenzende Gemeinden sind Köngen im Norden, Wendlingen im Osten, Oberboihingen im Südosten, Nürtingen im Süden, Wolfschlugen und Neuhausen auf den Fildern im Westen und Denkendorf im Nordwesten (alle Landkreis Esslingen).

### Gemeindegliederung
Zu Unterensingen gehören das Dorf Unterensingen und das Gehöft Lindenhof.

### Flächenaufteilung
Nach Daten des Statistischen Landesamtes, Stand 2014.

## Geschichte

### Überblick
Ensingen wurde erstmals 1124 urkundlich erwähnt. Die Teilung in Oberensingen (heute Stadtteil von Nürtingen) und Unterensingen ist seit 1358 gesichert. Die beiden Ensingen gehörten ursprünglich zum Herrschaftsbereich der Herzöge von Teck und gingen im Spätmittelalter an die Grafschaft Württemberg, welche den Ort dem Amt Nürtingen zuordnete. Auch nach der Umsetzung der neuen Verwaltungsgliederung im 1806 gegründeten Königreich Württemberg blieb das altwürttembergische Unterensingen nunmehr beim Oberamt Nürtingen. Im Zuge der Kreisreform während der NS-Zeit in Württemberg gelangte Unterensingen 1938 zum neu umrissenen Landkreis Nürtingen, dem Rechtsnachfolger des bisherigen Oberamts. 1945 wurde der Ort Teil der Amerikanischen Besatzungszone und gehörte somit zum neu gegründeten Land Württemberg-Baden, das 1952 im jetzigen Bundesland Baden-Württemberg aufging. Durch die Kreisreform in Baden-Württemberg gelangte Unterensingen 1973 zum Landkreis Esslingen.

### Religionen
Seit der Reformation ist Unterensingen evangelisch geprägt. Seit der Ansiedlung von Heimatvertriebenen nach dem Zweiten Weltkrieg gibt es aber auch wieder Katholiken im Ort, die gemeinsam mit ihren Glaubensgeschwistern aus Köngen eine Gemeinde bilden.

### Einwohnerentwicklung
Die Einwohnerzahlen sind Volkszählungsergebnisse (¹) oder amtliche Fortschreibungen des Statistischen Landesamtes (nur Hauptwohnsitze).
| Stichtag             | Einwohner |
| -------------------- | --------- |
| 3. Dezember 1834 ¹   | 833       |
| 1. Dezember 1871 ¹   | 821       |
| 1. Dezember 1900 ¹   | 805       |
| 17. Mai 1939 ¹       | 1.067     |
| 13. September 1950 ¹ | 1.549     |

| Stichtag          | Einwohner |
| ----------------- | --------- |
| 6. Juni 1961 ¹    | 2.101     |
| 27. Mai 1970 ¹    | 3.303     |
| 25. Mai 1987 ¹    | 3.927     |
| 31. Dezember 1991 | 4.194     |
| 31. Dezember 1995 | 4.366     |

| Stichtag          | Einwohner |
| ----------------- | --------- |
| 31. Dezember 2000 | 4.479     |
| 31. Dezember 2005 | 4.515     |
| 31. Dezember 2010 | 4.577     |
| 31. Dezember 2015 | 4.782     |
| 31. Dezember 2020 | 4.921     |

## Politik

### Gemeinderat
Der Gemeinderat in Unterensingen besteht aus den gewählten 14 ehrenamtlichen Gemeinderäten und dem Bürgermeister als Vorsitzendem. Der Bürgermeister ist im Gemeinderat stimmberechtigt.
Die Kommunalwahl am 9. Juni 2024 führte zu folgendem Endergebnis (mit Vergleich zu 2019):
| Parteien und Wählergemeinschaften | Parteien und Wählergemeinschaften            | % 2024  | Sitze 2024 |         | % 2019  | Sitze 2019 | Kommunalwahl 2024 %403020100 30,23 %21,39 %19,33 %11,67 %17,38 % UBGCDU/FBproUESPDBVUGewinne und Verlusteim Vergleich zu 2019 %p 2 0 −2 −4−0,47 %p+0,99 %p+0,93 %p−2,53 %p+1,08 %pUBGCDU/FBproUESPDBVU |
| UBG                               | Unabhängige Bürgergemeinschaft Unterensingen | 30,23   | 4          | 30,7    | 4       |            | Kommunalwahl 2024 %403020100 30,23 %21,39 %19,33 %11,67 %17,38 % UBGCDU/FBproUESPDBVUGewinne und Verlusteim Vergleich zu 2019 %p 2 0 −2 −4−0,47 %p+0,99 %p+0,93 %p−2,53 %p+1,08 %pUBGCDU/FBproUESPDBVU |
| CDU.FB                            | CDU/Freie Bürger Unterensingen               | 21,39   | 3          | 20,4    | 3       |            | Kommunalwahl 2024 %403020100 30,23 %21,39 %19,33 %11,67 %17,38 % UBGCDU/FBproUESPDBVUGewinne und Verlusteim Vergleich zu 2019 %p 2 0 −2 −4−0,47 %p+0,99 %p+0,93 %p−2,53 %p+1,08 %pUBGCDU/FBproUESPDBVU |
| proUE                             | pro Unterensingen                            | 19,33   | 3          | 18,4    | 3       |            | Kommunalwahl 2024 %403020100 30,23 %21,39 %19,33 %11,67 %17,38 % UBGCDU/FBproUESPDBVUGewinne und Verlusteim Vergleich zu 2019 %p 2 0 −2 −4−0,47 %p+0,99 %p+0,93 %p−2,53 %p+1,08 %pUBGCDU/FBproUESPDBVU |
| SPD                               | Sozialdemokratische Partei Deutschlands      | 11,67   | 2          | 14,2    | 2       |            | Kommunalwahl 2024 %403020100 30,23 %21,39 %19,33 %11,67 %17,38 % UBGCDU/FBproUESPDBVUGewinne und Verlusteim Vergleich zu 2019 %p 2 0 −2 −4−0,47 %p+0,99 %p+0,93 %p−2,53 %p+1,08 %pUBGCDU/FBproUESPDBVU |
| BVU                               | Bürgervereinigung Unterensingen              | 17,38   | 2          | 16,3    | 2       |            | Kommunalwahl 2024 %403020100 30,23 %21,39 %19,33 %11,67 %17,38 % UBGCDU/FBproUESPDBVUGewinne und Verlusteim Vergleich zu 2019 %p 2 0 −2 −4−0,47 %p+0,99 %p+0,93 %p−2,53 %p+1,08 %pUBGCDU/FBproUESPDBVU |
| Gesamt                            | Gesamt                                       | 100     | 14         | 100     | 14      |            | Kommunalwahl 2024 %403020100 30,23 %21,39 %19,33 %11,67 %17,38 % UBGCDU/FBproUESPDBVUGewinne und Verlusteim Vergleich zu 2019 %p 2 0 −2 −4−0,47 %p+0,99 %p+0,93 %p−2,53 %p+1,08 %pUBGCDU/FBproUESPDBVU |
| Wahlbeteiligung                   | Wahlbeteiligung                              | 67,57 % | 67,57 %    | 64,19 % | 64,19 % |            | Kommunalwahl 2024 %403020100 30,23 %21,39 %19,33 %11,67 %17,38 % UBGCDU/FBproUESPDBVUGewinne und Verlusteim Vergleich zu 2019 %p 2 0 −2 −4−0,47 %p+0,99 %p+0,93 %p−2,53 %p+1,08 %pUBGCDU/FBproUESPDBVU |

### Bürgermeister
Bis 1930 wurden die Bürgermeister in Unterensingen als Schultheißen bezeichnet.
| Amtszeit  | Name des Bürgermeisters |
| --------- | ----------------------- |
| 1475      | Werner Butz             |
| 1492      | Ebenkonz                |
| 1526      | Jörg Kraushaar          |
| 1535      | Benz Deckelin           |
| 1558–1564 | Michael Schmack         |
| 1564–1569 | Benedikt Winther        |
| 1570–1586 | Melchior Silberberg     |
| 1586–1608 | Jacob Silberberg        |
| 1610–1612 | Jacob Schmohl           |
| 1613–1630 | Hanns Silberberger      |
| 1632–1636 | Michel Mayer            |
| 1636–1664 | Hanns Kraushaar         |
| 1665–1682 | Hanns Mayer im Hof      |
| 1682–1714 | Hanns Jerg Kraushaar    |
| 1714–1716 | Jerg Hoß                |
| 1717–1722 | Hanns Jerg Kraushaar    |
| 1722–1740 | Matthäus Schmohl        |

| Amtszeit  | Name des Bürgermeisters        |
| --------- | ------------------------------ |
| 1740–1760 | Johann Georg Mayer             |
| 1760–1778 | Johann Georg Ost               |
| 1778–1786 | Matthäus Ost                   |
| 1787–1818 | Matthäus Siegle                |
| 1818–1823 | Jakob Schmid                   |
| 1823–1846 | Michael Stumpp                 |
| 1846–1857 | Johann Adam Riempp             |
| 1857–1867 | Christian Stumpp               |
| 1867–1890 | Matthäus Gähr                  |
| 1890–1910 | Christian Kraushaar            |
| 1911–1935 | Matthäus Link                  |
| 1936–1945 | Andreas Bauer                  |
| 1945–1946 | Hermann Schmid (kommissarisch) |
| 1946–1966 | Imanuel Pfisterer              |
| 1966–1994 | Walter Straub                  |
| seit 1994 | Sieghart Friz                  |

Im Dezember 2017 wurde Sieghart Friz mit 76,54 % der Stimmen für eine vierte Amtszeit gewählt.

### Verwaltungsgemeinschaft
Unterensingen unterhält mit der Stadt Nürtingen eine vereinbarte Verwaltungsgemeinschaft.

### Wappen
Offizielle Blasonierung: „Im goldenen (gelben) Schildhaupt des Wappens liegt eine schwarze Hirschstange, darunter in Blau ein vierspeichiges achtschaufliges Mühlrad.“ Während das Mühlrad auf die Bedeutung Unterensingens als Mühlenstandort hinweist, zeigt die Hirschstange die jahrhundertealte Zugehörigkeit zu Württemberg an.

### Partnerschaften
Seit 1989 unterhält Unterensingen partnerschaftliche Beziehungen zu Mecseknádasd in Ungarn.

## Wirtschaft und Infrastruktur

### Verkehr
Unterensingen ist durch die Bundesstraße 313 (Plochingen–Tübingen) an das überregionale Straßennetz angeschlossen. Die Bundesautobahn 8 ist zwei Kilometer entfernt und über die Anschlussstelle Wendlingen erreichbar.
Es verkehrt die vom VVS betriebene Buslinie 184 nach Wendlingen sowie nach Nürtingen, wo jeweils Anschluss an die Regionalbahnlinie Stuttgart-Tübingen und in Wendlingen an die S1 von Kirchheim/Teck nach Herrenberg und den RE 200 über die Schnellfahrstrecke nach Ulm besteht.
Am Ortsrand verläuft der Neckartal-Radweg, ein Radfernweg von Villingen-Schwenningen nach Mannheim. Der Württemberger Weinradweg verläuft von Rottenburg am Neckar nach Niederstetten. In Unterensingen ist er mit dem Neckartal-Radweg identisch.

### Ansässige Unternehmen
International agierende mittelständische Unternehmen wie die Swarco Traffic Holding, Swarco Traffic Systems GmbH (bis 1. September 2010 Signalbau Huber GmbH) oder Zinco GmbH haben ihren Sitz in Unterensingen. Gerade die gute Anbindung an die B 313, die A 8 und die Nähe zum Flughafen Stuttgart macht Unterensingen zu einem attraktiven Wirtschaftsstandort.

### Bildung
Unterensingen verfügt über eine Grundschule. Außerdem gibt es drei Kindergärten im Ort.

## Kultur und Sehenswürdigkeiten

### Museen
Im Gustav-Kemmner-Zimmer im Alten Schulhaus werden Werke des bekanntesten Unterensinger Künstlers ausgestellt.

### Sport
Der SKV Unterensingen wurde 1946 gegründet und ist vor allem durch seine Handballabteilung, die in der Württembergliga spielt, überregional bekannt. Nachdem die Fußballabteilung 1993 aufgelöst worden war, gründete sich im selben Jahr der FC Unterensingen, dieser zog den aktiven Spielbetrieb im Jahr 2018 allerdings wieder zurück.
Regelmäßig finden in Unterensingen die Europameisterschaften im Inlineskate-Slalom statt.

## Söhne und Töchter der Gemeinde
- Jakob Melchinger (1867–1946), Landwirt, Landtagsabgeordneter von 1920 bis 1928 (WBWB)
- Gustav Kemmner (1875–1941), Maler[8][9]